# Václav Pokorný (fotbalista)
Václav Pokorný (* 16. října 1968) je bývalý český fotbalový obránce.

## Hráčská kariéra
V československé nejvyšší soutěži zasáhl na podzim 1991 a podzim 1992 celkem do 3 utkání v dresu Českých Budějovic, v nichž neskóroval.

## Ligová bilance
| Ročník                                   | Zápasy | Góly | Minuty | Klub                    |
| ---------------------------------------- | ------ | ---- | ------ | ----------------------- |
| 1. československá fotbalová liga 1991/92 | 1      | 0    | 90     | Dynamo České Budějovice |
| 1. československá fotbalová liga 1992/93 | 2      | 0    | –      | Dynamo České Budějovice |
| CELKEM 1. ČS. LIGA                       | 3      | 0    | –      |                         |